# Lev Aleksandrovič Nariškin
Lev Aleksandrovič Nariškin (rusko Лев Александрович Нарышкин), ruski general, * 1785, † 1846.
Bil je eden izmed pomembnejših generalov, ki so se borili med Napoleonovo invazijo na Rusijo; posledično je bil njegov portret dodan v Vojaško galerijo Zimskega dvorca.

## Življenje
15. marca 1799 je postal dvorni gentleman in 22. januarja 1803 je bil kot poročnik dodeljen Preobraženskem polku. 13. februarja 1807 je bil kot štabni častnik dodeljen huzarskemu polku, s katerim 
se je udeležil bojev proti Francozom. Pozneje je bil odpuščen iz vojaške službe in vrnil se je na dvor. 
28. marca 1812 je kot stotnik vstopil v Izjumski huzarski polk, s katerim se je udeležil patriotske vojne. 19. novembra 1812 je bil povišan v polkovnika in 11. januarja 1814 v generalmajorja. 
Pozneje je bil poveljnik samostojne kozaške brigade, s katero se je boril na Nizozemskem in v severni Franciji. Med letoma 1815 in 1818 je bil v sestavi ruskega okupacijskega korpusa v Franciji.
Po vrnitvi v Rusijo se je 23. marca 1824 upokojil. 22. maja 1843 se je vrnil v vojaško službo; kot inštruktor je bil dodeljen carju. 6. decembra istega leta je bil povišan v generaladjutanta in naslednje leto je bil povišan v generalporočnika. 